# Jane Booker
Pour les articles homonymes, voir Booker (homonymie).
Jane Booker est une actrice britannique, née le 9 mai 1956 à Stratford-upon-Avon, Warwickshire, (Angleterre).

## Filmographie
- 2011 : Doctors
- 1998 - 2009 : Inspecteur Barnaby ; Janet Lovell (2 épisodes : The Creeper, Written in Blood)
- 2007 - 2009 : Doctors ; Elizabeth Harkin (2 épisodes : All That Glitters, A Secure Relationship)
- 2007 : Casualty ; Valerie Masters (1 épisode : No End of Blame)
- 2006 : The Only Boy for Me ; Audrey
- 2004 - 2006 : Ma tribu ; Fat Hilary Jessop (2 épisodes : The Spokes Person, Going Dental)
- 2005 : According to Bex ; Miss Bunce (1 épisode : The Time Warp)
- 2004 : North & South ; Mrs. Shaw
- 2004 : Neverland ; Mrs. Darling
- 2003 : Ultimate Force ; Barrister For French (1 épisode : Mad Dogs)
- 2002 : Foyle's War ; Mrs. Elizabeth Graeme (1 épisode : Eagle Day)
- 2000 : Holby City ; Janice Alexander (1 épisode : Trust)
- 1999 : Jonathan Creek ; Phillipa Farell (1 épisode : The Omega Man)